# PC Data
PC Data fue una empresa estadounidense de investigación de mercados y seguimiento de puntos de venta fundada en 1991 y con sede en Reston, Virginia. Su fundadora, Ann Stephens, había trabajado anteriormente como investigadora principal de la Asociación de Editores de Software. Inicialmente, la empresa sólo rastreaba el mercado de software de computadoras de los Estados Unidos, pero luego se expandió para incluir ventas de hardware y, en 1999, el tráfico de Internet. En 1996, The Washington Post describió a PC Data como «el tabulador preeminente de hechos y cifras de las ventas mensuales de software de consumo en los Estados Unidos». Su cobertura del mercado de ventas minoristas de software de los Estados Unidos había crecido hasta el 80% en septiembre de 1998.
En marzo de 2001, The NPD Group compró la división de investigación de puntos de venta de PC Data y la fusionó con su división Intelect Market Tracking. Tras un acuerdo legal con la empresa rival Jupiter Media Matrix por violación de patentes, PC Data cesó sus investigaciones sobre el tráfico de Internet y cerró sus puertas a finales de marzo. Las empresas NetValue y ComScore adquirieron el resto de la división de investigación de Internet de PC Data.